# Edisons 1969
De toekenning van de Edisons 1969 kende een recordaantal categorieën en onderscheidingen; in totaal werden 24 prijzen vergeven. De winnaars werden in september 1969 bekendgemaakt, maar zij ontvingen hun prijs pas tijdens het Grand Gala du Disque op 27 februari 1970. De tv-uitzending werd verzorgd door de AVRO en werd gepresenteerd door Mies Bouwman en Willem Duys. De Edisons werden tijdens die uitzending uitgereikt door kunsthistoricus Pierre Janssen.

## Winnaars
Internationaal
- Nana Mouskouri voor Over and Over

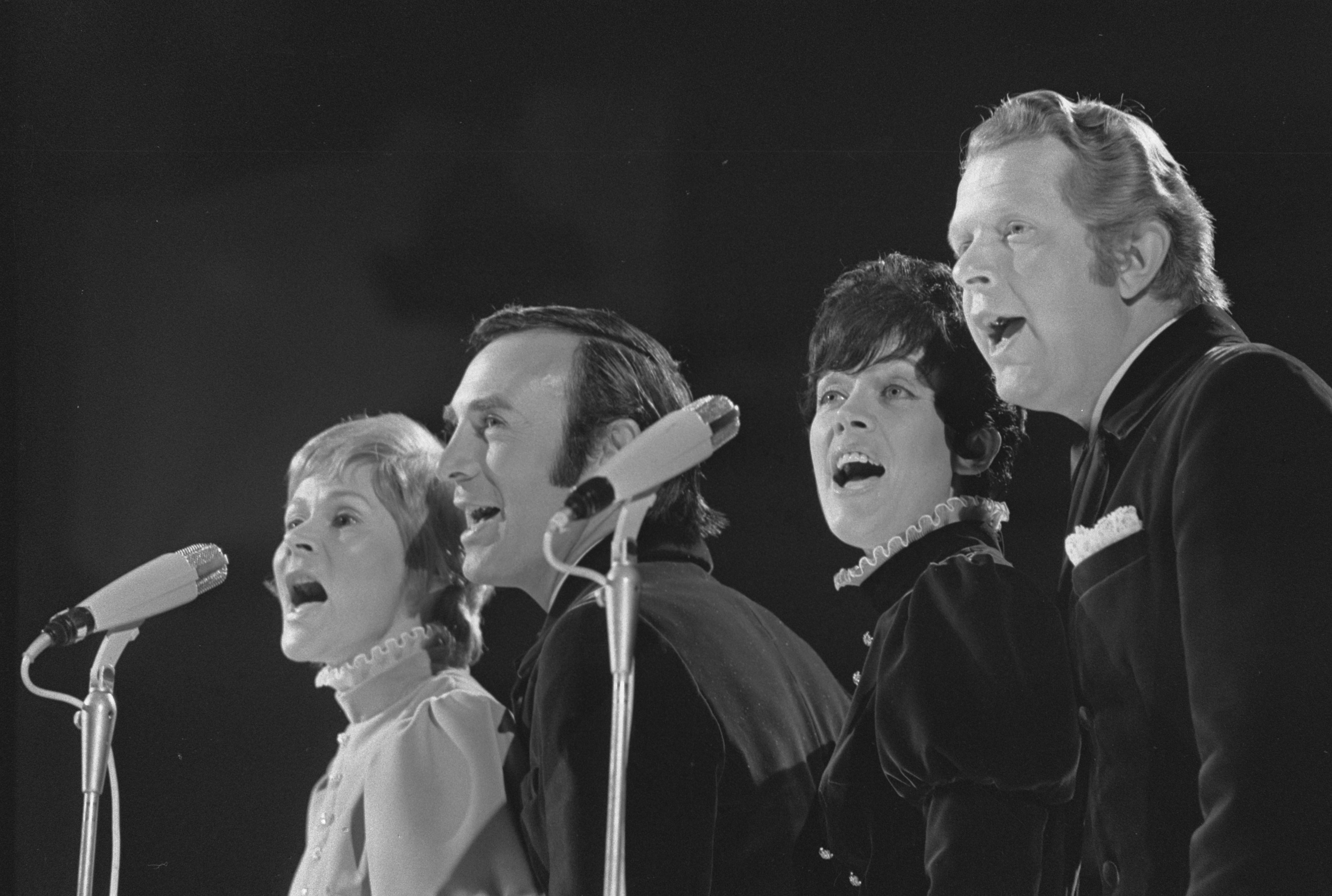
Anita Kerr Singers (Edison 1969, GGdD 1970)

- Andy Williams voor The Andy Williams Sound of Music
- Anita Kerr Singers voor The Anita Kerr Singers Reflect
- Sérgio Mendes & Brasil '66 voor The Fool on the Hill
- José Feliciano voor Feliciano 10 to 23
- Herb Alpert & Tijuana Brass voor Christmas Album
- Bill Evans voor At the Montreux Jazz Festival
- Barbara voor Une Soirée avec Barbara a l'Olympia
- Broadway Cast van Hair
- Johnny Cash voor At San Quentin
- Blood, Sweat & Tears voor Blood, Sweat & Tears
- The Who voor  Tommy
- The Fifth Dimension voor The Age of Aquarius
- Melanie voor Back in Town
- Leonard Cohen voor Songs from a Room
- Diverse uitvoerenden voor Vintage Series

Nationaal
- Liesbeth List voor Liesbeth List zingt Jacques Brel
- Rita Reys voor Today
- Harry Mooten voor The Genius of Harry Mooten
- Adèle Bloemendaal voor Laat Mij nu Maar Begaan
- Fons Jansen voor Hoe Meer Zielen...
- Joop Stokkermans voor Welkom in Oebele
- The Cats voor The Cats
- Heintje voor Ich Sing' ein Lied für Dich

1960 · 1961 · 1962 · 1963 · 1964 · 1965 · 1966 · 1967 · 1968 · 1969 · 1970 · 1971 · 1972 · 1973 · 1974 · 1975 · 1976 · 1977 · 1978 · 1979 · 1980 · 1981 · 1982 · 1983 · 1984 · 1985 · 1986 · 1987 · 1988 · 1989 · 1990 · 1991 · 1992 · 1993 · 1994 · 1995 · 1996 · 1997 · 1998 · 1999 · 2000 · 2001 · 2002 · 2003 · 2004 · 2005 · 2006 · 2007 · 2008 · 2009 · 2010 · 2011 · 2012 · 2013 · 2014 · 2015 · 2016 · 2017 · 2018 · 2019 · 2020 · 2021 · 2022 · 2023 · 2024